# Croton danguyanus
Espèce
Classification APG II (2003)
Croton danguyanus est une espèce de plantes à fleurs du genre Croton et de la famille des Euphorbiaceae, présente à l'ouest de Madagascar.